# آدریان گابارینی
آدریان گابارینی (انگلیسی: Adrián Gabbarini؛ زادهٔ ۱۰ اکتبر ۱۹۸۵) بازیکن فوتبال اهل آرژانتین است.
از باشگاه‌هایی که در آن بازی کرده‌است می‌توان به باشگاه اتلتیکو ایندپندینته، باشگاه فوتبال نیولز اولد بویز، باشگاه فوتبال اتلتیکو تیگره، و باشگاه فوتبال آرژانتینوس جونیورز اشاره کرد.
وی همچنین در تیم ملی فوتبال آرژانتین بازی کرده‌است.